# Kleiner Prespasee
Der Kleine Prespa ( Λίμνη Μικρή Πρέσπα Límni Mikrí Préspa; albanisch Liqeni i Prespës së vogël; mazedonisch Мало Преспанско Езеро Malo Prespansko Ezero) ist ein See im Grenzgebiet zwischen Griechenland und Albanien. Der Großteil liegt auf griechischem Gebiet; nur die letzten Kilometer des langen westlichen Armes reichen nach Albanien hinein. Vom (Großen) Prespasee im Dreiländereck von Griechenland, Albanien und Nordmazedonien ist der Kleine Prespasee durch eine schmale Landbrücke getrennt.
Der Kleine Prespasee befindet sich auf einer Höhe von 853 m. Der nördlich angrenzende Große Prespasee liegt vier Meter niedriger (849 m). Der Kleine Prespasee hat eine Fläche von 45,39 Quadratkilometern. Er ist bis zu 10,6 Kilometer lang und 6,6 Kilometer breit. Die mittlere Tiefe wurde mit 6,7 Meter, die maximale Tiefe mit 7,7 Meter bestimmt. Somit ist der Kleine Prespasee wie die meisten anderen griechischen Seen verhältnismäßig flach. Im Gegensatz dazu ist der Große Prespasee mit einer maximalen Tiefe von 53 Metern deutlich tiefer. Das Wasservolumen des Kleinen Prespasees beträgt 320.000.000 Kubikmeter. Das Wassereinzugsgebiet (catchment area) beläuft sich auf 260 Quadratkilometer. Die Wassertemperaturen betragen gemittelt 21 °C und maximal 28 °C.
Hohe Berge umgeben den See, in dem die zwei kleine Inseln Agios Achillios und Vidronisi liegen. Im Westen befindet sich ein Durchlass durch die Berge, durch den der See bei Hochwasser nach starken Niederschlägen und im Frühling während der Schneeschmelze zum Fluss Devoll und so in die Adria entwässerte. Seit den 1950er Jahren bis etwa zum Jahr 2000 wurde der Devoll bei Hochwasser zudem in den Kleinen Prespasee geleitet. Das so zwischengespeicherte Wasser wurde in den trockenen Jahreszeiten über einen Kanal, der während des Regimes der Partei der Arbeit Albaniens gebaut wurde, abgeleitet, um die Ebene nördlich von Korça zu bewässern. Das Einleiten des Devolls führte wegen der mitgeführten Sedimente zu einer starken Verlandung des westlichen Teils des Sees. Der albanische Teil besteht deswegen heute kaum mehr aus offenen Wasserflächen, sondern nur noch aus Schilfgebieten.
Ein kleiner natürlicher Kanal zum Großen Prespa entwässert nach Norden. Von dort gelangt das Wasser unterirdisch in den Ohridsee und somit ins Flusssystem des Drins. Das Wasser des Kleinen Prespasees wird alle 3,4 Jahre erneuert.
Die Prespaseen sind besonders schützenswerte Feuchtgebiete im Sinne der Ramsar-Konvention. Der Große Prespasee bildet das Zentrum des Prespa-Nationalparks, der von den drei Anrainerstaaten gemeinsam gegründet wurde und mit einer Fläche von rund 2000 Quadratkilometern zu den größten Naturschutzgebieten Europas gehört. Die unberührte Landschaft ist Heimat vieler gefährdeter Vögel wie Pelikane und Zwergscharben. Gerade der kleine albanische Teil, der allmählich zu verlanden droht, ist geprägt von weiten Schilfgürteln. Ganz am südwestlichen Ende liegt die Höhle von Tren.
Funde wie versteinerte Haizähne, Blätter, Muscheln und Vögel lassen darauf schließen, dass der Prespasee in prähistorischer Zeit Teil eines Salzwassermeeres mit reichhaltiger Tierwelt war. Im Dorf Vrondero kann man diese Funde in einem kleinen Museum besichtigen.